# متحف

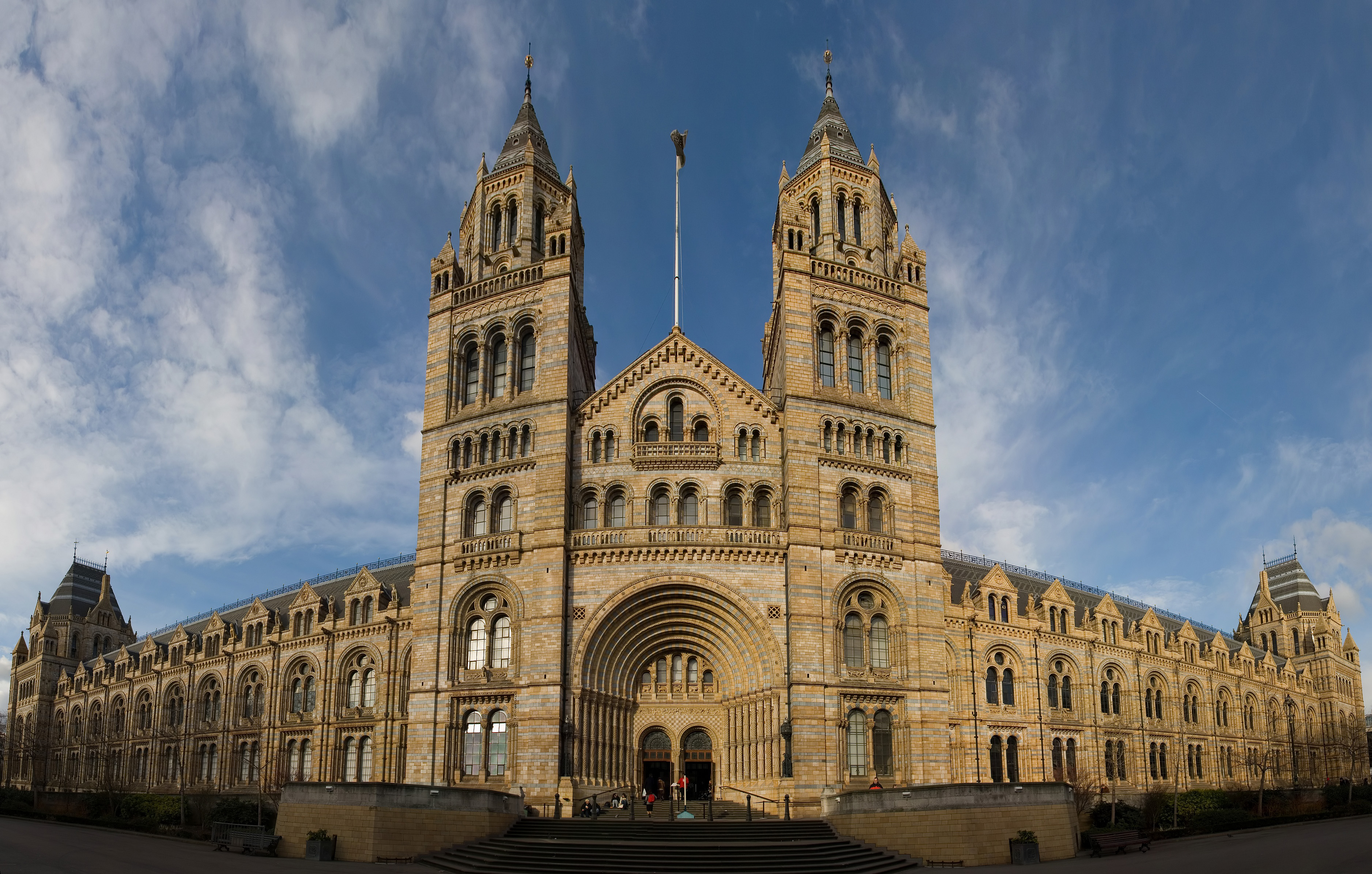
متحف التاريخ الطبيعي في لندن.

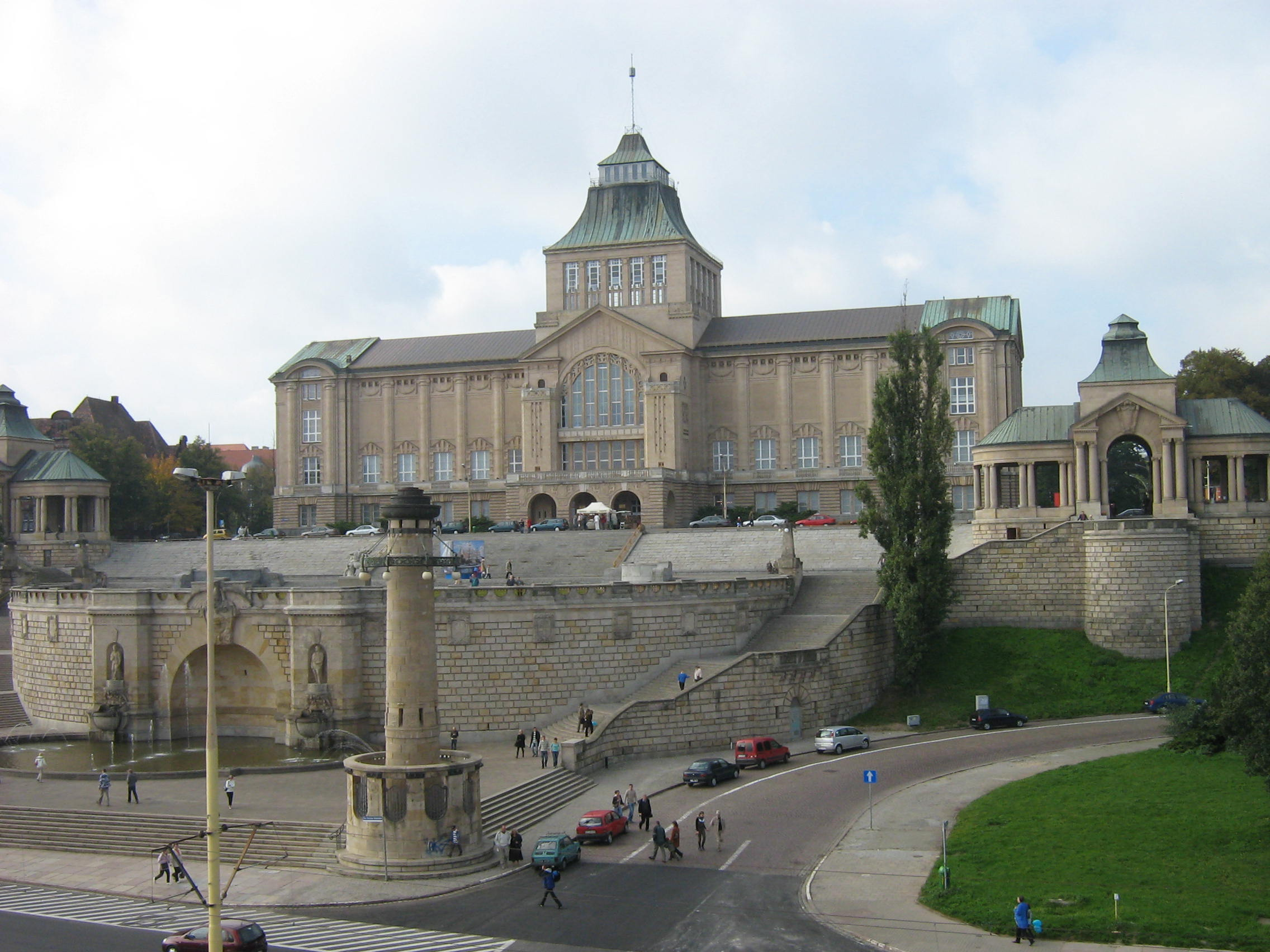
أحد المتاحف في بولندا.

المُتْحَفُ هو أي مقر دائم من أجل خدمة المجتمع وتطويره، مفتوح للعامة، ويقوم بجمع، وحفظ، وبحث، وتواصل وعرض التراث الإنساني وتطوره، لأغراض التعليم، والدراسة والترفيه، كما عرّفه المجلس العالمي للمتاحف. وهناك عشرات الآلاف من المتاحف في جميع أنحاء العالم تهتم بجمع أشياء ذات قيمة علمية، وفنية، أو ذات أهمية تاريخية، وجعلها متاحة للجمهور من خلال المعارض التي قد تكون دائمة أو مؤقتة. عرَّفته الموسوعة العربية بأنه «دار لحفظ الآثار القديمة، والتحف النادرة، وروائع المنحوتات اللوحات الفنية، وكل ما يتصل بالتراث الحضاري، وقد يضم المتحف أعمالاً علمية أو أعمالاً فنية، ومعلومات عن التاريخ والتقنية».

المتحف المصري الكبير، القاهرة، مصر.

## أصل الكلمة
- كلمة مُتْحَف (اسم مكان على وزن مُفْعَل) بالعربية تعني المكان الذي تُجمَعُ فيه التحف والأشياء النادرة والثمينة وتتزايد قيمته كلما مر الزمن عليه.
- يرجع أصل كلمة متحف Museum الإنجليزية إلى أصل يوناني يرتبط بكلمة Musa بمعنى (سيدة الجبل).
- وقد ارتبطت هذه التسمية: (تسعة آلهات) باسم (ربات الفنون التسعة - إلهات الإلهام) حيث كانت كل منهن حامية لنوع من الفنون وراعية له -بحسب معتقداتهم- وذلك على النحو التالي:

1. كليو: ربة التاريخ وواهبة اللغة والكتابة والشعر.
2. يوتيريبي: ربة الشعر الغنائي.
3. ثاليا: ربة الكوميديا.
4. ميلبوميني: ربة التراجيديا.
5. تيربسيكوري: ربة الرقص.
6. إيراتو: ربة الشعر الغرامي.
7. بوليهيمنيا: ربة الغناء الجاد.
8. أورانيا: ربة الفلك.
9. كاليوبي: ربة شعر الملاحم والأساطير.

## نظرة عامة

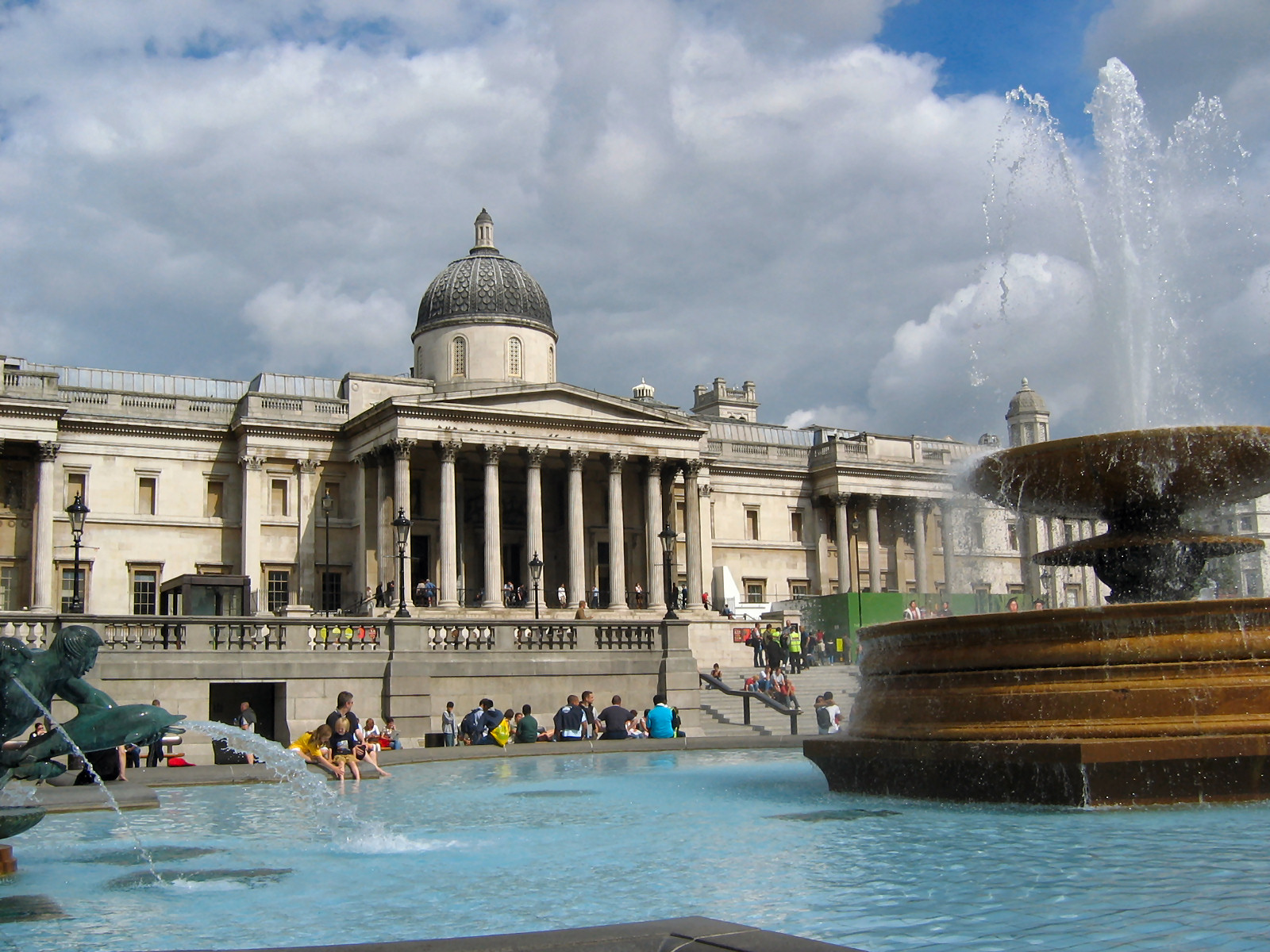
المتحف الوطني في لندن.

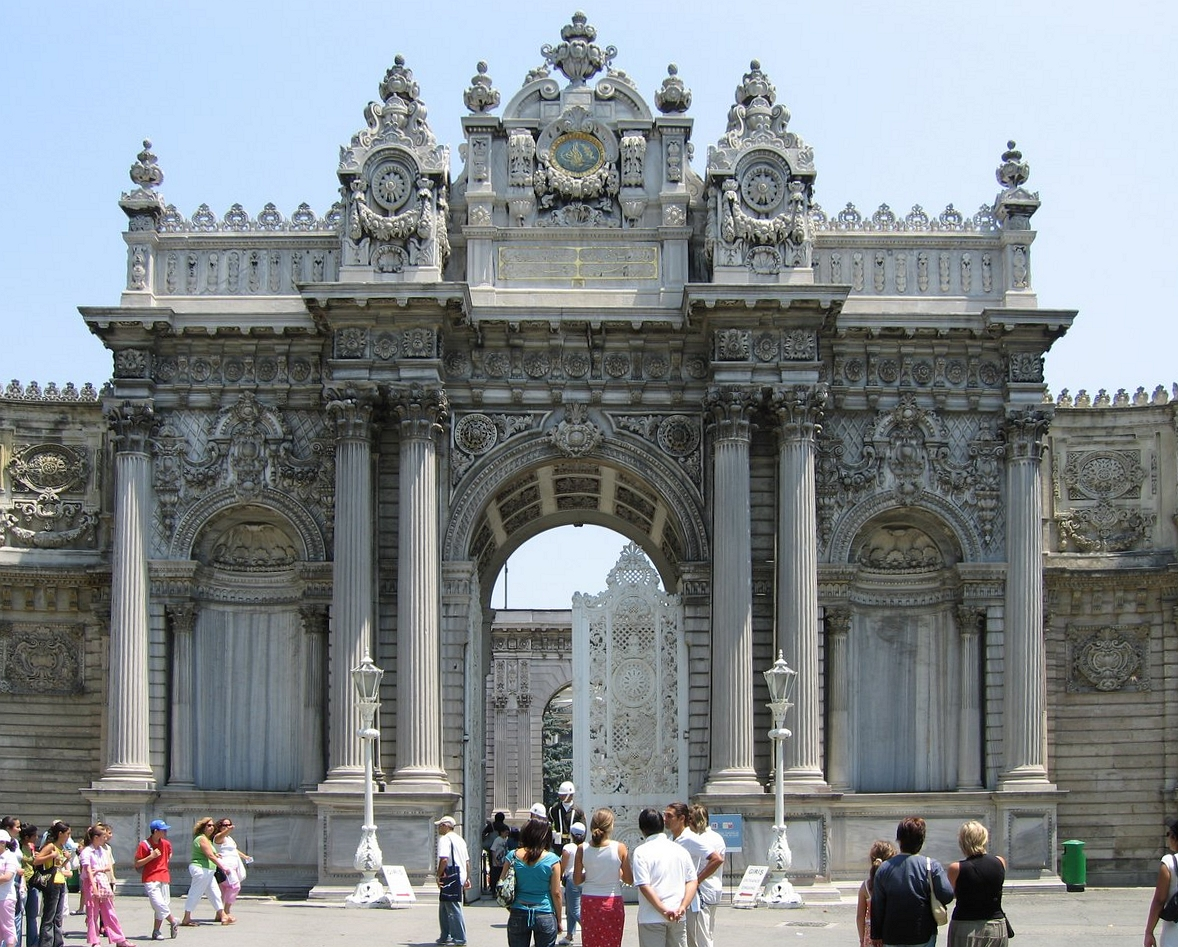
قصر دولمابهجه في إسطنبول.

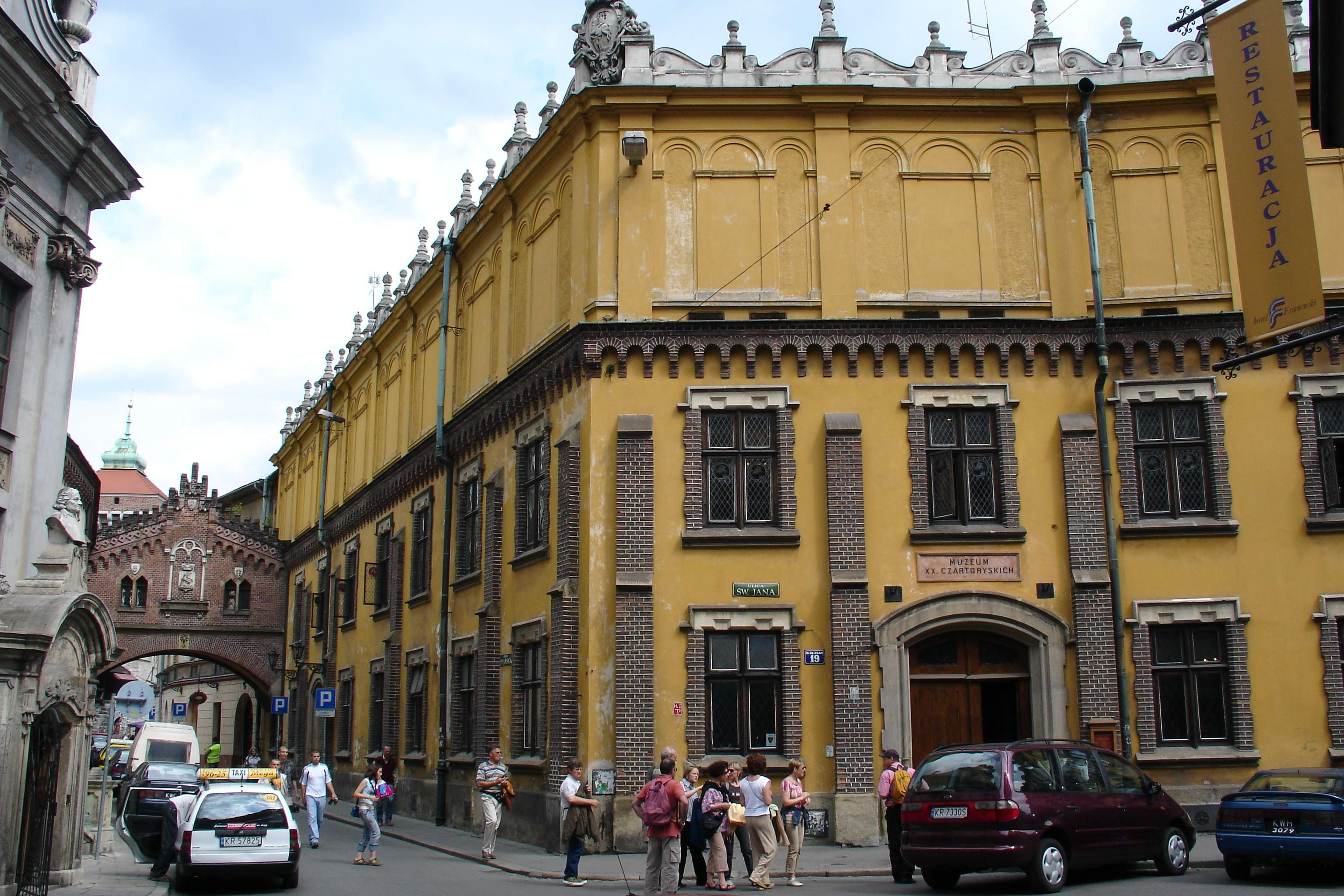
أحد المتاحف في كراكوفيا.

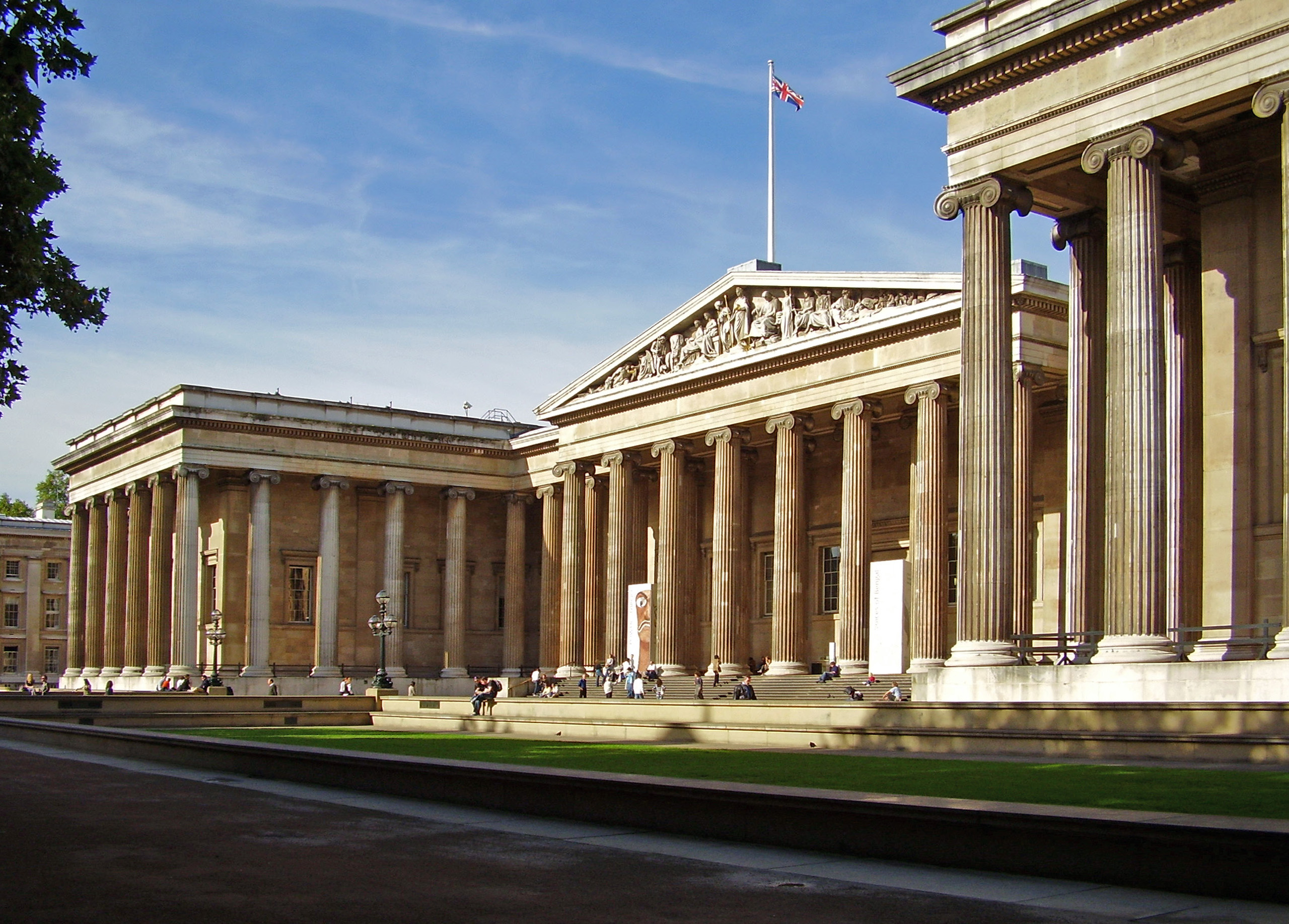
المتحف البريطاني, في لندن.

## لمحة تاريخية
وقد افتتح أول متحف للجمهور وهو متحف «الأشموليان» في عام 1683م، في جامعة أكسفورد بلندن، وكان هذا المتحف يعرض مجموعة من الأشياء الغريبة والنادرة التي أهداها العالم الإنجليزي إلياس أشمول إلى الجامعة، وفي أواخر القرن الثامن عشر بدأ المفكرون يدرسون وينظمون مجموعات كبيرة ومعقدة من المعروضات من كافة الأنواع وقد فُصلت الأعمال الفنية القيمة عن باقي الأشياء المتواضعة في قيمتها الفنية.
وبدأت الأصوات تعلو في القرن الثامن عشر مطالبة بإنشاء متاحف جماهيرية، لا سيما بعد أن بدأ الناس يقتنعون بضرورة توفير التعليم للجميع. وفي عام 1759م افتتح المتحف البريطاني «بلومز بري» بلندن وكان يعرض مخطوطات وعينات نباتات، فضلاً عن بعض الأشياء الغريبة والنادرة. وفي عام 1750م فتح قصر لوكسمبورغ في باريس أبوابه في أيام معينه للجمهور ليشاهدوا مجموعة التحف الفنية الملكية الفرنسية، وأثناء الثورة الفرنسية نقلت الحكومة المجموعات الملكية إلى متحف اللوفر الذي صار في عام 1793م متحفاً عاماً.
شهد القرن التاسع عشر زيادة كبيرة في عدد المتاحف، لاسيما في الولايات المتحدة فقد افتتح على سبيل المثال متحف المتروبوليتان للفن في نيويورك في عام 1872م. وفي عام 1857م افتتح في لندن متحف العلوم، والمتحف الوطني البريطاني لتاريخ العلوم والتكنولوجيا والصناعة. وفي الثمانينيات من القرن ذاته تم نقل مجموعات الحيوانات والنباتات من المتحف البريطاني إلى «ساوث كينزينجتون» بلندن، فأصبحت بذلك نواة متحف التاريخ الطبيعي.
وفي أواخر القرن العشرين أدخلت متاحف كثيرة نظماً جديدة باستخدام التكنولوجيا الحديثة، بما في ذلك المعدات التي تعمل بالكمبيوتر، وعروض الصوت والضوء والفيديو، مما أضفي على المتاحف مزيداً من الحيوية والجاذبية، وساعد على تحسين أداء المهمة الثقافية للمتاحف.

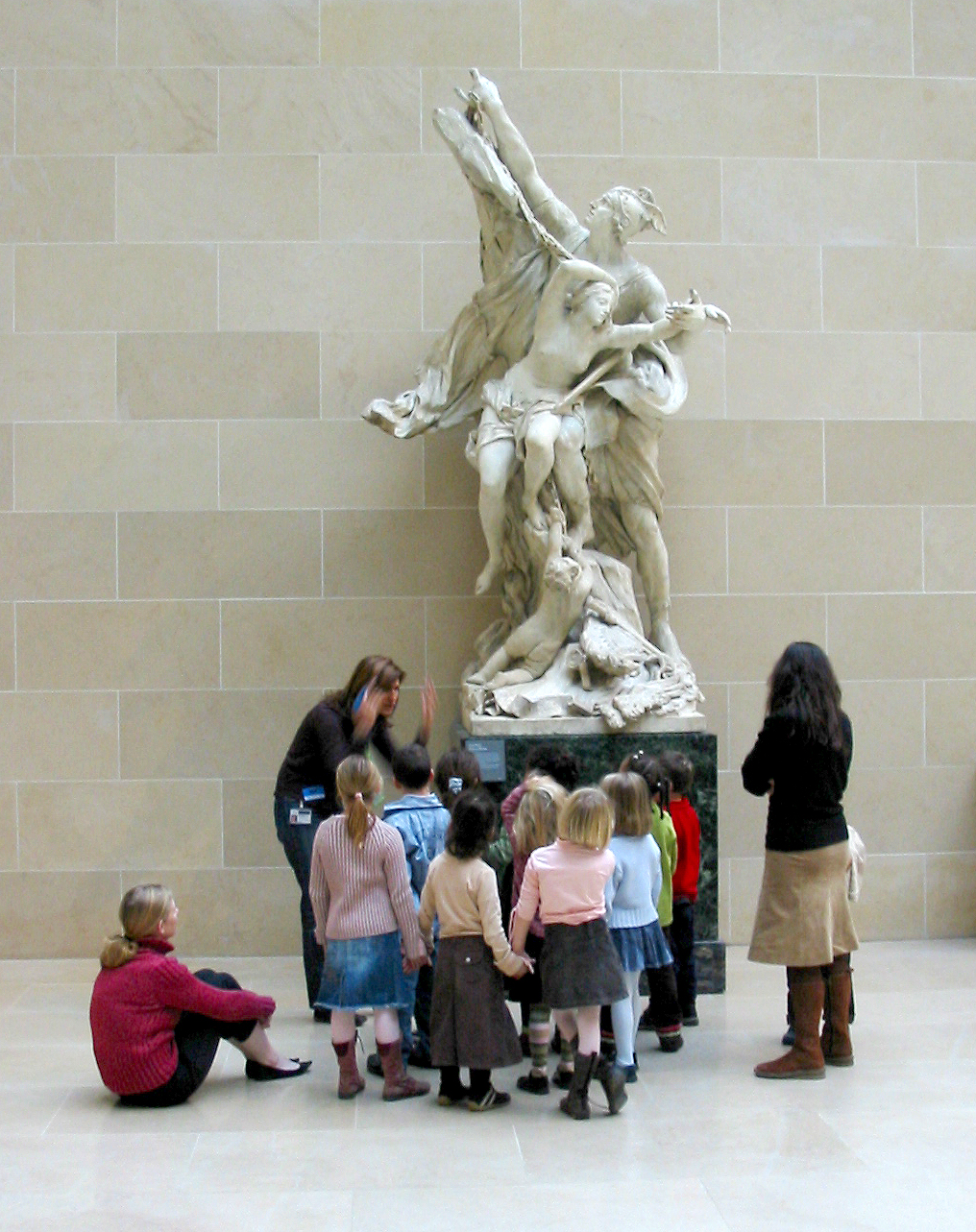
طلبة مدارس في متحف اللوفر.

### أنواع المتاحف[4]
1.المتاحف وطني: هي متاحف تملكها الدولة وتضم مجموعات من الأعمال الفنية الرفيعة. وتحتوي بعض المتاحف الوطنية مثل تلك التي لدى النمسا وفرنسا وهولندا وإسبانيا على العديد من اللوحات التي أبدعها الرسامون المحليون. ولا يوجد في إيطاليا متحف وطني واحد. غير أن بعض المتاحف بها تضم كثيراً من اللوحات الرائعة معظمها بريشة فنانين إيطاليين مثل متحف أوفيزى بفلورنسا، والأكاديميا بفينيسيا، وبريرا بميلانو.
2.المتاحف الفنية: وهي التي تعرض أعمالاً فنية فقط، ومن أشهرها: متحف اللوفر، ومتحف المتروبوليتان في نيويورك، وناشونال جالري في لندن.
3.المتاحف العلمية: وهي التي تقدم معروضات عن العلوم الطبيعية والتقنية، وأحياناً تسمى «متاحف التاريخ الطبيعي».
4.المتاحف التاريخية: وهي التي تصور حياة الماضي والوثائق والأدوات..الخ، وترتبط بالمتاحف الوطنية/القومية في أحيان كثيرة.

## الإدارة
تعتمد الأدوار المرتبطة بإدارة المتحف إلى حد كبير على حجم المنشأة، لكن لكل متحف تسلسل هرمي للإدارة مع مجلس أمناء أو مجلس إدارة يخدم في قمة الهرم. يعد المدير التالي في القيادة ويعمل مع المجلس لوضع وتنفيذ بيان مهمة المتحف وضمان أن المتحف مسؤول أمام الجمهور. يضع المجلس والمدير معًا نظامًا للإدارة يسترشد بالسياسات التي تضع المعايير للمنشأة. تتضمن الوثائق التي تضع هذه المعايير خطة مؤسسية أو إستراتيجية ومدونة أخلاقيات مؤسسية وقوانين داخلية وسياسة للمجموعة. وضع التحالف الأمريكي للمتاحف (إيه إيه غم) سلسلة من المعايير وأفضل الممارسات التي تساعد على توجيه إدارة المتاحف.
- مجلس الأمناء أو مجلس الإدارة، يدير المجلس المتحف وهو مسؤول عن ضمان سلامته من الناحيتين المالية والأخلاقية. يضع هذان المجلسان المعايير وسياسات المتحف. غالبًا ما يشارك أعضاء المجلس في جوانب جمع الأموال للمتحف ويمثلون المنشأة. تستخدم بعض المتاحف مصطلحي «مديرين» و«أمناء» بالتبادل، ولكن كليهما أداتان قانونيتان مختلفتان. يدير مجلس الإدارة الشركات غير الربحية بينما مجلس الأمناء هو المسؤول عن إدارة الصندوق الخيري أو التمويل أو الوقف. في حالة المتاحف الصغيرة وجميع المتاحف التطوعية، قد يكون المجلس أكثر انخراطًا في الأعمال اليومية للمتحف.[6][7]
- المدير هو وجه المتحف للمجتمع المهني والعام. يتواصل المديرون عن كثب مع مجلس الإدارة لتوجيه وإدارة المتحف، ويعملون مع الموظفين لضمان سير المتحف بسلاسة. وفقًا لمهنيي المتحف هيو إتش غينوايز ولين إم إيرلاند، «تتطلب إدارة المنظمة مهارة في إدارة الصراعات والعلاقات الشخصية وإدارة الميزانية ورصدها والإشراف على الموظفين وتقييمهم، ويجب أيضًا على المديرين وضع معايير قانونية وأخلاقية والحفاظ على المشاركة في مهام المتحف».[8]

تنفذ مناصب مختلفة داخل المتحف السياسات التي يضعها المجلس والمدير.  يجب على جميع موظفي المتحف العمل معًا نحو الهدف المؤسسي للمتحف. وفيما يلي قائمة بالمناصب الشائعة في المتاحف:
- أمين المتحف: أمناء المتحف هم المحفزون الثقافيون وراء المعارض. يبحثون ضمن مجموعة المتحف والموضوع محط التركيز ويطورون محاور المعرض، وينشرون أبحاثهم التي تستهدف الجمهور العام أو الأكاديمي. تمتلك المتاحف الكبرى أمناء في مجموعة متنوعة من المجالات. على سبيل المثال، لدى هنري فورد أمين خاص بالنقل، وأمين للحياة العامة وأمين للفنون الزخرفية وما إلى ذلك. لدى العديد من المتاحف أمناء متخصصون بفترات تاريخية محددة ومناطق جغرافية معينة، مثل الفن الأمريكي أو الفن الحديث والمعاصر.
- إدارة المجموعات: مديرو المجموعات مسؤولون في المقام الأول عن الرعاية العملية والحركة وتخزين الأشياء. هم مسؤولون عن سياسة الوصول إلى المجموعات وعن السياسات المتعلقة بها.
- أمناء السجل: أمناء السجل هم حراس السجل الأساسي للمجموعات. يضمنون الوصول إلى الأشياء وتوثيقها وتأمينها وإعارتها عندما تقتضي الحاجة. يتعامل أمناء السجل مع القضايا الأخلاقية والقانونية المتعلقة بالمجموعة. جنبًا إلى جنب مع مديري المجموعات، يتقيدون بسياسة مجموعات المتحف.
- المحاضر: محاضرو المتحف مسؤولون عن تثقيف جماهيره. يمكن أن تشمل واجباتهم تصميم الجولات والبرامج العامة للأطفال والكبار، وتدريب المعلمين وتطوير الفصول الدراسية وموارد التعليم المستمر والتوعية المجتمعية وإدارة المتطوعين. لا يعمل المحاضرون مع الجمهور فقط، ولكنهم يتعاونون أيضًا مع موظفي المتحف الآخرين من أجل المعرض وتطوير البرنامج لضمان أن تكون المعروضات محببة للجمهور.
- مصمم المعرض: مصممو المعارض مسؤولون عن التخطيط والتركيب المادي للمعرض. يصنعون تصميمًا مفاهيميًا ومن ثم يحققونه في الفضاء المادي.
- المرممون، يركز المرممون على ترميم القطع.. يسعون إلى تحقيق استقرار القطع الأثرية وإصلاح الأعمال الفنية ومحاولة إعادتها إلى وضعها الذي كان عليه في فترتها الزمنية، أكثر من سعيهم إلى الحفاظ على القطع في حالتها الحالية.
- هناك مناصب أخرى في المتحف تشمل ما يلي: عامل المبنى وموظفو البرمجة العامة والمصورون الفوتوغرافيون وأمين المكتبة ومسؤول الأرشيف وحارس المتحف ومنسق المتطوعين ومسؤول التحضير وموظفو الأمن ومسؤول التنمية ومسؤول العضوية ومسؤول الأعمال ومدير متجر الهدايا وموظفو العلاقات العامة ومصممو الغرافيك.

## قراءة إضافية
- Tony Bennett, The Birth of the Museum: History, Theory, Politics, Routledge, 1995.

## وصلات خارجية
عامة:
- المتاحف على مشروع الدليل المفتوح
- لمحة تاريخية عن المتاحف
- المجلس الدولي للمتاحف الأفريقية (AFRICOM)
- المجلس الدولي للمتاحف (ICOM)
- أخبار المتاحف
- الشراكة بين متاحف الفنون
- المتاحف الافتراضية (مركزARCO) نسخة محفوظة 7 أكتوبر 2008 على موقع واي باك مشين.
- VLmp دليل المتاحف نسخة محفوظة 26 أكتوبر 2008 على موقع واي باك مشين.
- متاحف العالم (صور مختارة)

دول منفردة:
- المتاحف في أفريقيا نسخة محفوظة 27 يونيو 2008 على موقع واي باك مشين.
- المتاحف في الأرجنتين نسخة محفوظة 27 أبريل 2012 على موقع واي باك مشين.
- المتاحف في بلجيكا
- المتاحف في بلغاريا نسخة محفوظة 20 يوليو 2008 على موقع واي باك مشين.
- المتاحف في كندا
- المتاحف في الصين
- المتاحف في كلومبيا
- المتاحف في الدنمارك
- المتاحف في إستونيا
- المتاحف في فنلندا
- المتاحف في فرنسا
- المتاحف في ألمانيا
- المتاحف في اليونان
- المتاحف في الهند نسخة محفوظة 28 أغسطس 2008 على موقع واي باك مشين.
- المتاحف في هولندا
- المتاحف في البيرو نسخة محفوظة 21 نوفمبر 2008 على موقع واي باك مشين.
- المتاحف في بولندا
- المتاحف في روسيا نسخة محفوظة 21 سبتمبر 2010 على موقع واي باك مشين.
- المتاحف في تايوان نسخة محفوظة 26 فبراير 2009 على موقع واي باك مشين.
- المتاحف في تركيا
- في المملكة المتحدة[وصلة مكسورة]
- المتاحف في الولايات المتحدة
- المتاحف في الولايات المتحدة